# Wafa Masguni
Wafa Masguni (11 de diciembre de 2007) es una deportista tunecina que compite en taekwondo. Ganó una medalla de oro en los Juegos Panafricanos de 2023, en la categoría de –62 kg.

## Palmarés internacional
| Juegos Panafricanos | Juegos Panafricanos | Juegos Panafricanos | Juegos Panafricanos |
| Año                 | Lugar               | Medalla             | Categoría           |
| ------------------- | ------------------- | ------------------- | ------------------- |
| 2023                | Acra (Ghana)        | Medalla de oro      | –62 kg              |